# Abdülmecid I.
Abdülmecid I. (osmansky: عبد المجيد اول ‘Abdü’l-Medžíd-i evvel; 25. dubna 1823, Konstantinopol – 25. června 1861, Konstantinopol) byl turecký sultán, syn sultána Mahmuta II. a jeho gruzínské manželky Bezmiâlem Sultan. Je považován za reformního vládce a prvního sultána období reformy Osmanské říše (tanzimat). Jeho edikty zrovnoprávnily všechny občany říše a zaručovaly práva křesťanům. Zreformoval armádu i státní správu, zavedl nové územní členění říše a založil první ministerstva. Udržoval dobré vztahy ze západní Evropou a po boku Francie a Spojeného království bojoval proti Rusku v Krymské válce. Jeho cílem bylo přiblížit do té doby spíše orientální Osmanskou říši více k západní Evropě, v té době již daleko vyspělejší. Dokonce se snažil oblékat a upravovat svůj vzhled více evropsky.
V současné době je známý i tím, že nechal postavit Palác Dolmabahce jako nového sídla pro sultány, kteří do té doby sídlili v paláci Topkapi. Tento palác měl představovat symbol přibližování k Evropě, proto hodně připomíná evropské zámky. Nicméně i tato stavba způsobila velké zadlužení a Osmanské říši spíše uškodila.